# Рамазан ал-Куштили
Рамазан б. Курбан ал-Куштили — южнодагестанский богослов из села Куштиль (таб. ГъуштIил, ныне село в Хивском районе Дагестана, входит в состав сельского поселения «Сельсовет Чувекский»). Автор «Хронологических записок» по истории Южного Дагестана.
В первой четверти XIX в. Рамазаном сыном Курбана из сел. Куштиль на арабском языке между 1813 и 1818 годами было составлены хронологические выписки по истории Южного Дагестана, в которых содержатся важные исторические материалы. Рукопись хронографа Рамазана ал-Куштили, охватывает события, начиная с XIV–XVII вв. и до начала XIX в.
«Хронологические записи» Рамазана из сел. Куштиль, были переведены учёным-историком А.Р. Шихсаидовым (1928–2019). В хронике даны предельно лаконичные исторические справки о смерти некоторых южнодагестанских правителей, о борьбе с внешними врагами, о выступлениях внутри Табасарана, об эпидемии чумы и т. д.
В частности, Рамазан ал-Куштили в своей «Хронике» упоминает о сражении местных южнодагестанцев полчищами шахских войск, которое произошло в 1610–1611 гг., в результате которого: «... погибло множество мусульман и было отрезано много голов рафизитов», т. е. кызылбашей. Однако, кроме неопределенного выражения «погибло множество мусульман, которые воевали друг против друга», конкретных данных о погибших не приводится. Судя по приведенной записи, даже приблизительное количество погибших, как дагестанцев, так и персидских воинов, не было известно, но, если судить по тому недовольству, которое, как писал лезгинский историк ал-Хасан ал-Алкадари (1834–1910), вызвало это столкновение «не одних лишь табасаранцев, а, пожалуй, всех дагестанцев», потерь в действительности было слишком много.